# Torneo Preolímpico FIBA 2008

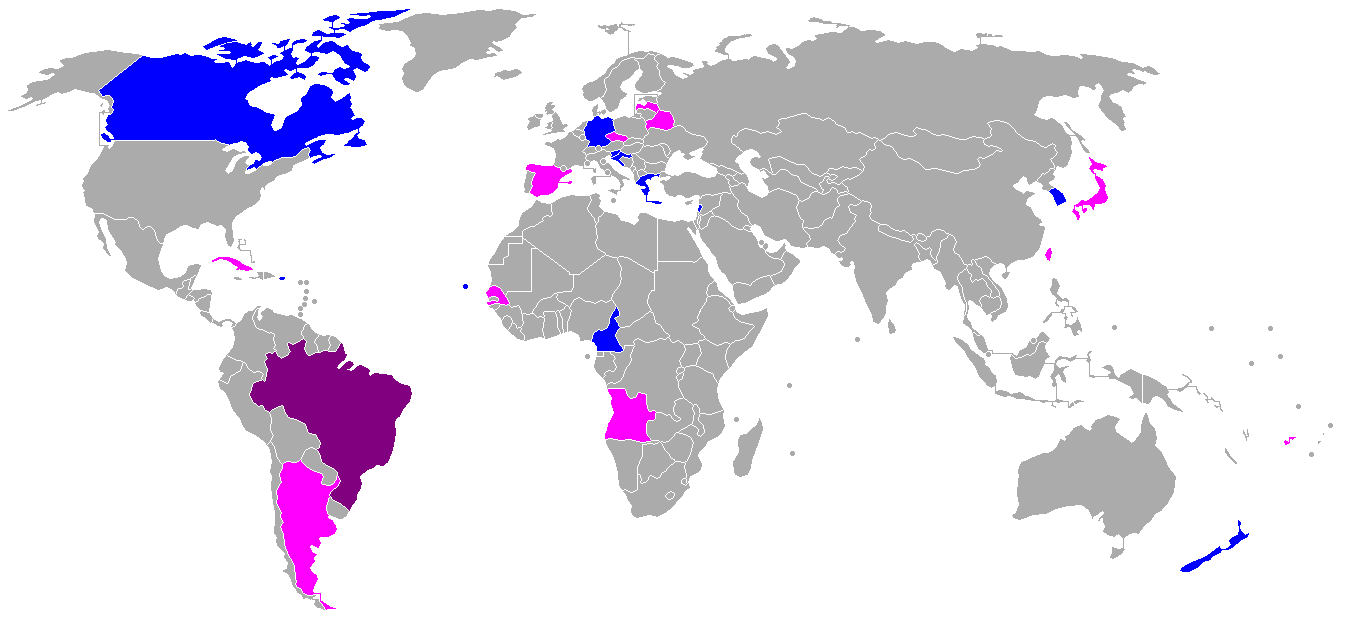
Países participantes del Torneo Preolímpico de 2008, en Pekín, China

El Torneo Preolímpico FIBA 2008 fue el último torneo clasificatorio para los Juegos Olímpicos de Pekín 2008. El torneo fue organizado por la FIBA y se llevó a cabo en Atenas, Grecia del 14 al 20 de julio de 2008 en el Olympic Indoor Hall del Complejo Olímpico de Deportes de Atenas. El sorteo se llevó a cabo el 31 de enero de 2008 en el Divani Caravel hotel en Atenas.
Este torneo determinó los tres últimos puestos para el torneo olímpico de baloncesto; participaron 12 equipos, 4 por FIBA Europa, 3 por FIBA Américas, 2 por FIBA África y FIBA Asia y 1 de FIBA Oceanía
Las selecciones de Grecia, Croacia y Alemania fueron los calificados a los Juegos Olímpicos.

## Equipos participantes
| FIBA África        | FIBA Américas             | FIBA Asia            | FIBA Europa                       | FIBA Oceanía  |
| ------------------ | ------------------------- | -------------------- | --------------------------------- | ------------- |
| Cabo Verde Camerún | Brasil Canadá Puerto Rico | Corea del Sur Líbano | Alemania Croacia Eslovenia Grecia | Nueva Zelanda |

Para el sorteo los equipos se dividieron en 3 contenedores, en el 1 los de FIBA Europa, en el 2 los de FIBA Américas y FIBA Oceanía, y en el 3 los de FIBA África y FIBA Asia

## Árbitros
Para este torneo la FIBA designó a 13 árbitros para dirigir los partidos del torneo.
| Carlos José Julio Bradley Jon Giersch Carlos Renato Dos Santos Ivo Dolinek Chun Xia Daniel Hierrezuelo Miguel Pérez Pérez | Marc Jerald Davis David Chambon Lazaros Voreadis Jorge Vázquez Recep Ankarali William Gene Kennedy |

## Formato de competencia
Los 12 equipos se dividen en 4 grupos de 3 equipos y juegan todos contra todos al final de esta ronda los dos primeros de cada grupo avanzan a los cuartos de final:
cruzándose de la siguiente manera
- SF1 - A1 vs B2
- SF2 - B1 vs A2
- SF3 - C1 vs D2
- SF4 - D1 vs C2

Los ganadores avanzan a las semifinales donde se enfrentaran SF1 vs SF3 y SF2 vs SF4.
Los ganadores de la ronda semifinal califican a los juegos olímpicos, mientras los perdedores juegan el partido por el tercer lugar.

## Ronda Preliminar

### Grupo A
|   | Equipo | Pts | G | P | PF  | PC  | Dif |
| - | ------ | --- | - | - | --- | --- | --- |
| 1 | Grecia | 4   | 2 | 0 | 208 | 131 | 77  |
| 2 | Brasil | 3   | 1 | 1 | 163 | 143 | 20  |
| 3 | Líbano | 2   | 0 | 2 | 116 | 213 | -97 |

| 14 de julio, 22:00                    | Grecia                                | 119-62                                | Líbano                                          |  |
| Reporte                               |                                       |                                       |                                                 |  |
| Parciales: 32-17, 22-10, 32-14, 33-21 | Parciales: 32-17, 22-10, 32-14, 33-21 | Parciales: 32-17, 22-10, 32-14, 33-21 | Complejo Olímpico de Deportes de Atenas, Atenas |  |
| Tsartsaris 15                         | Pts                                   | 14 El Khatib                          | Complejo Olímpico de Deportes de Atenas, Atenas |  |
| Diamantidis 6                         | Rebs                                  | 3 Mahmoud                             | Complejo Olímpico de Deportes de Atenas, Atenas |  |
| Spanoulis 8                           | Asists                                | 4 Khoury                              | Complejo Olímpico de Deportes de Atenas, Atenas |  |

| 15 de julio, 22:00                   | Líbano                               | 54-94                                | Brasil                                          |  |
| Reporte                              |                                      |                                      |                                                 |  |
| Parciales: 8-27, 13-21, 16-25, 17-21 | Parciales: 8-27, 13-21, 16-25, 17-21 | Parciales: 8-27, 13-21, 16-25, 17-21 | Complejo Olímpico de Deportes de Atenas, Atenas |  |
| Fahed 15                             | Pts                                  | 17 Huertas                           | Complejo Olímpico de Deportes de Atenas, Atenas |  |
| Tawbe 6                              | Rebs                                 | 6 Machado                            | Complejo Olímpico de Deportes de Atenas, Atenas |  |
| Mahmoud 3                            | Asists                               | 6 Chiantia de Assis                  | Complejo Olímpico de Deportes de Atenas, Atenas |  |

| 16 de julio, 22:00                    | Brasil                                | 69-89                                 | Grecia                                          |  |
| Reporte                               |                                       |                                       |                                                 |  |
| Parciales: 17-18, 13-22, 20-26, 19-23 | Parciales: 17-18, 13-22, 20-26, 19-23 | Parciales: 17-18, 13-22, 20-26, 19-23 | Complejo Olímpico de Deportes de Atenas, Atenas |  |
| Splitter Beims 20                     | Pts                                   | 18 Fotsis                             | Complejo Olímpico de Deportes de Atenas, Atenas |  |
| Splitter Beims 7                      | Rebs                                  | 10 Fotsis                             | Complejo Olímpico de Deportes de Atenas, Atenas |  |
| Splitter Beims 1                      | Asists                                | 4 Diamantidis                         | Complejo Olímpico de Deportes de Atenas, Atenas |  |

### Grupo B
|   | Equipo        | Pts | G | P | PF  | PC  | Dif |
| - | ------------- | --- | - | - | --- | --- | --- |
| 1 | Alemania      | 4   | 2 | 0 | 193 | 139 | 54  |
| 2 | Nueva Zelanda | 3   | 1 | 1 | 148 | 139 | 9   |
| 3 | Cabo Verde    | 2   | 0 | 2 | 118 | 181 | -63 |

| 14 de julio, 13:00                   | Nueva Zelanda                        | 77-50                                | Cabo Verde                                      |  |
| Reporte                              |                                      |                                      |                                                 |  |
| Parciales: 21-4, 21-16, 18-12, 17-18 | Parciales: 21-4, 21-16, 18-12, 17-18 | Parciales: 21-4, 21-16, 18-12, 17-18 | Complejo Olímpico de Deportes de Atenas, Atenas |  |
| Kirk Penney 25                       | Pts                                  | 22 Jeff Xavier                       | Complejo Olímpico de Deportes de Atenas, Atenas |  |
| Nick Horvath 8                       | Rebs                                 | 11 Rodrigo Salomao                   | Complejo Olímpico de Deportes de Atenas, Atenas |  |
| Lindsay Tait 5                       | Asists                               | 4 Jeff Xavier                        | Complejo Olímpico de Deportes de Atenas, Atenas |  |

| 15 de julio, 15:30                    | Cabo Verde                            | 68-104                                | Alemania                                        |  |
| Reporte                               |                                       |                                       |                                                 |  |
| Parciales: 11-34, 13-25, 16-22, 28-23 | Parciales: 11-34, 13-25, 16-22, 28-23 | Parciales: 11-34, 13-25, 16-22, 28-23 | Complejo Olímpico de Deportes de Atenas, Atenas |  |
| Xavier 21                             | Pts                                   | 16 Nowitzki                           | Complejo Olímpico de Deportes de Atenas, Atenas |  |
| Salomão Mascarenhas 8                 | Rebs                                  | 10 Kaman                              | Complejo Olímpico de Deportes de Atenas, Atenas |  |
| Xavier 3                              | Asists                                | 5 Roller                              | Complejo Olímpico de Deportes de Atenas, Atenas |  |

| 16 de julio, 19:30                   | Alemania                             | 89-71                                | Nueva Zelanda                                   |  |
| Reporte                              |                                      |                                      |                                                 |  |
| Parciales: 23-26, 24-7, 21-24, 21-14 | Parciales: 23-26, 24-7, 21-24, 21-14 | Parciales: 23-26, 24-7, 21-24, 21-14 | Complejo Olímpico de Deportes de Atenas, Atenas |  |
| Nowitzki 35                          | Pts                                  | 29 Penney                            | Complejo Olímpico de Deportes de Atenas, Atenas |  |
| Wisocki 8                            | Rebs                                 | 8 Bradshaw                           | Complejo Olímpico de Deportes de Atenas, Atenas |  |
| Schultze 4                           | Asists                               | 5 Tait                               | Complejo Olímpico de Deportes de Atenas, Atenas |  |

### Grupo C
|   | Equipo        | Pts | G | P | PF  | PC  | Dif |
| - | ------------- | --- | - | - | --- | --- | --- |
| 1 | Eslovenia     | 4   | 2 | 0 | 174 | 146 | 28  |
| 2 | Canadá        | 3   | 1 | 1 | 149 | 157 | -14 |
| 3 | Corea del Sur | 2   | 0 | 2 | 153 | 167 | -14 |

| 14 de julio, 15:30                    | Corea del Sur                         | 76-88                                 | Eslovenia                                       |  |
| Reporte                               |                                       |                                       |                                                 |  |
| Parciales: 17-24, 20-29, 21-16, 18-19 | Parciales: 17-24, 20-29, 21-16, 18-19 | Parciales: 17-24, 20-29, 21-16, 18-19 | Complejo Olímpico de Deportes de Atenas, Atenas |  |
| Joo-sung Kim 21                       | Pts                                   | 26 Radoslav Nesterovic                | Complejo Olímpico de Deportes de Atenas, Atenas |  |
| Ho-young Yoon 4                       | Rebs                                  | 9 Radoslav Nesterovic                 | Complejo Olímpico de Deportes de Atenas, Atenas |  |
| Joo-sung Kim 4                        | Asists                                | 4 Sani Becirovic                      | Complejo Olímpico de Deportes de Atenas, Atenas |  |

| 15 de julio, 13:00                    | Eslovenia                             | 86-70                                 | Canadá                                          |  |
| Reporte                               |                                       |                                       |                                                 |  |
| Parciales: 27-22, 14-12, 23-15, 22-21 | Parciales: 27-22, 14-12, 23-15, 22-21 | Parciales: 27-22, 14-12, 23-15, 22-21 | Complejo Olímpico de Deportes de Atenas, Atenas |  |
| Lakovic 19                            | Pts                                   | 16 Barret                             | Complejo Olímpico de Deportes de Atenas, Atenas |  |
| Nesterovic 9                          | Rebs                                  | 6 Kendall                             | Complejo Olímpico de Deportes de Atenas, Atenas |  |
| Becirovic 5                           | Asists                                | 2 English                             | Complejo Olímpico de Deportes de Atenas, Atenas |  |

| 16 de julio, 13:00                    | Canadá                                | 79-77                                 | Corea del Sur                                   |  |
| Reporte                               |                                       |                                       |                                                 |  |
| Parciales: 20-20, 13-29, 26-15, 20-13 | Parciales: 20-20, 13-29, 26-15, 20-13 | Parciales: 20-20, 13-29, 26-15, 20-13 | Complejo Olímpico de Deportes de Atenas, Atenas |  |
| Barrett 22                            | Pts                                   | 19 Jeon                               | Complejo Olímpico de Deportes de Atenas, Atenas |  |
| Kendall 14                            | Rebs                                  | 6 Yoon                                | Complejo Olímpico de Deportes de Atenas, Atenas |  |
| Anderson 3                            | Asists                                | 9 Joo                                 | Complejo Olímpico de Deportes de Atenas, Atenas |  |

### Grupo D
|   | Equipo      | Pts | G | P | PF  | PC  | Dif |
| - | ----------- | --- | - | - | --- | --- | --- |
| 1 | Croacia     | 4   | 2 | 0 | 188 | 160 | 28  |
| 2 | Puerto Rico | 3   | 1 | 1 | 162 | 167 | -5  |
| 3 | Camerún     | 2   | 0 | 2 | 151 | 174 | -23 |

| 14 de julio, 19:30                   | Croacia                              | 93-79                                | Camerún                                         |  |
| Reporte                              |                                      |                                      |                                                 |  |
| Parciales: 19-16, 26-9, 20-28, 28-26 | Parciales: 19-16, 26-9, 20-28, 28-26 | Parciales: 19-16, 26-9, 20-28, 28-26 | Complejo Olímpico de Deportes de Atenas, Atenas |  |
| Tomas 22                             | Pts                                  | 24 Nana                              | Complejo Olímpico de Deportes de Atenas, Atenas |  |
| Prkácin 6                            | Rebs                                 | 10 Boumtje                           | Complejo Olímpico de Deportes de Atenas, Atenas |  |
| Kus 6                                | Asists                               | 6 Bitee                              | Complejo Olímpico de Deportes de Atenas, Atenas |  |

| 15 de julio, 19:30                   | Camerún                              | 72-81                                | Puerto Rico                                     |  |
| Reporte                              |                                      |                                      |                                                 |  |
| Parciales: 7-22, 22-24, 19-15, 24-20 | Parciales: 7-22, 22-24, 19-15, 24-20 | Parciales: 7-22, 22-24, 19-15, 24-20 | Complejo Olímpico de Deportes de Atenas, Atenas |  |
| Nana 22                              | Pts                                  | 17 Sanchez                           | Complejo Olímpico de Deportes de Atenas, Atenas |  |
| Nana 14                              | Rebs                                 | 9 Sanchez                            | Complejo Olímpico de Deportes de Atenas, Atenas |  |
| Ekanga Ehawa 3                       | Asists                               | 4 Rivera                             | Complejo Olímpico de Deportes de Atenas, Atenas |  |

| 16 de julio, 15:30                    | Puerto Rico                           | 81-95                                 | Croacia                                         |  |
| Reporte                               |                                       |                                       |                                                 |  |
| Parciales: 26-14, 14-29, 18-27, 23-25 | Parciales: 26-14, 14-29, 18-27, 23-25 | Parciales: 26-14, 14-29, 18-27, 23-25 | Complejo Olímpico de Deportes de Atenas, Atenas |  |
| Ayuso 22                              | Pts                                   | 15 Kus                                | Complejo Olímpico de Deportes de Atenas, Atenas |  |
| Ramos 6                               | Rebs                                  | 6 Ukic                                | Complejo Olímpico de Deportes de Atenas, Atenas |  |
| Arroyo 4                              | Asists                                | 5 Ukic                                | Complejo Olímpico de Deportes de Atenas, Atenas |  |

## Ronda Final

### Cuartos de final
| 18 de julio, 13:00                    | Croacia                               | 83-62                                 | Canadá                                          |  |
| Reporte                               |                                       |                                       |                                                 |  |
| Parciales: 18-16, 18-13, 26-13, 21-20 | Parciales: 18-16, 18-13, 26-13, 21-20 | Parciales: 18-16, 18-13, 26-13, 21-20 | Complejo Olímpico de Deportes de Atenas, Atenas |  |
| Marko Popović 17                      | Pts                                   | 14 Famutimi                           | Complejo Olímpico de Deportes de Atenas, Atenas |  |
| Sandro Nicevic 6                      | Rebs                                  | 11 Anthony                            | Complejo Olímpico de Deportes de Atenas, Atenas |  |
| Zoran Planinić 3                      | Asists                                | 2 Anderson                            | Complejo Olímpico de Deportes de Atenas, Atenas |  |

| 18 de julio, 15:30                    | Eslovenia                             | 70-81                                 | Puerto Rico                                     |  |
| Reporte                               |                                       |                                       |                                                 |  |
| Parciales: 15-21, 19-13, 18-25, 18-22 | Parciales: 15-21, 19-13, 18-25, 18-22 | Parciales: 15-21, 19-13, 18-25, 18-22 | Complejo Olímpico de Deportes de Atenas, Atenas |  |
| Slokar 16                             | Pts                                   | 17 Arroyo                             | Complejo Olímpico de Deportes de Atenas, Atenas |  |
| Nesterovic 11                         | Rebs                                  | 7 Mojica                              | Complejo Olímpico de Deportes de Atenas, Atenas |  |
| Lakovic 3                             | Asists                                | 5 Arroyo                              | Complejo Olímpico de Deportes de Atenas, Atenas |  |

| 18 de julio, 19:30                    | Alemania                              | 78-65                                 | Brasil                                                                         |  |
| Reporte                               |                                       |                                       |                                                                                |  |
| Parciales: 14-13, 31-13, 17-13, 16-26 | Parciales: 14-13, 31-13, 17-13, 16-26 | Parciales: 14-13, 31-13, 17-13, 16-26 | Complejo Olímpico de Deportes de Atenas, Atenas Asistencia: 6,000 espectadores |  |
| Nowitzki 20                           | Pts                                   | 16 Splitter Beims                     | Complejo Olímpico de Deportes de Atenas, Atenas Asistencia: 6,000 espectadores |  |
| Kaman 14                              | Rebs                                  | 6 Splitter Beims                      | Complejo Olímpico de Deportes de Atenas, Atenas Asistencia: 6,000 espectadores |  |
| Nowitzki 5                            | Asists                                | 4 Machado                             | Complejo Olímpico de Deportes de Atenas, Atenas Asistencia: 6,000 espectadores |  |

| 18 de julio, 22:00                   | Grecia                               | 75-48                                | Nueva Zelanda                                                                   |  |
| Reporte                              |                                      |                                      |                                                                                 |  |
| Parciales: 22-12, 15-8, 18-16, 20-12 | Parciales: 22-12, 15-8, 18-16, 20-12 | Parciales: 22-12, 15-8, 18-16, 20-12 | Complejo Olímpico de Deportes de Atenas, Atenas Asistencia: 15,000 espectadores |  |
| Spanoulis 14                         | Pts                                  | 9 Tait                               | Complejo Olímpico de Deportes de Atenas, Atenas Asistencia: 15,000 espectadores |  |
| Diamantidis 8                        | Rebs                                 | 8 Bradshaw                           | Complejo Olímpico de Deportes de Atenas, Atenas Asistencia: 15,000 espectadores |  |
| Diamantidis 2                        | Asists                               | 3 Vukona                             | Complejo Olímpico de Deportes de Atenas, Atenas Asistencia: 15,000 espectadores |  |

### Semifinal
| 19 de julio, 19:00                    | Croacia                               | 76-70                                 | Alemania                                                                       |  |
| Reporte                               |                                       |                                       |                                                                                |  |
| Parciales: 24-14, 12-17, 11-17, 29-22 | Parciales: 24-14, 12-17, 11-17, 29-22 | Parciales: 24-14, 12-17, 11-17, 29-22 | Complejo Olímpico de Deportes de Atenas, Atenas Asistencia: 7,000 espectadores |  |
| Marko Tomas 21                        | Pts                                   | 30 Dirk Nowitzki                      | Complejo Olímpico de Deportes de Atenas, Atenas Asistencia: 7,000 espectadores |  |
| Barac 7                               | Rebs                                  | 13 Nowitzki                           | Complejo Olímpico de Deportes de Atenas, Atenas Asistencia: 7,000 espectadores |  |
| Popovic 6                             | Asists                                | 2 Jagla                               | Complejo Olímpico de Deportes de Atenas, Atenas Asistencia: 7,000 espectadores |  |

| 19 de julio, 21:30                    | Grecia                                | 88-63                                 | Puerto Rico                                                                     |  |
| Reporte                               |                                       |                                       |                                                                                 |  |
| Parciales: 19-11, 29-24, 20-15, 20-17 | Parciales: 19-11, 29-24, 20-15, 20-17 | Parciales: 19-11, 29-24, 20-15, 20-17 | Complejo Olímpico de Deportes de Atenas, Atenas Asistencia: 18,000 espectadores |  |
| Diamantidis 15                        | Pts                                   | 16 Barea                              | Complejo Olímpico de Deportes de Atenas, Atenas Asistencia: 18,000 espectadores |  |
| Fotsis 7                              | Rebs                                  | 8 Falcon Melendez                     | Complejo Olímpico de Deportes de Atenas, Atenas Asistencia: 18,000 espectadores |  |
| Papaloukas 10                         | Asists                                | 3 Arroyo                              | Complejo Olímpico de Deportes de Atenas, Atenas Asistencia: 18,000 espectadores |  |

### Tercer Lugar
| 20 de julio, 19:30                    | Alemania                              | 96-82                                 | Puerto Rico                                                                    |  |
| Reporte                               |                                       |                                       |                                                                                |  |
| Parciales: 22-23, 26-16, 26-19, 22-24 | Parciales: 22-23, 26-16, 26-19, 22-24 | Parciales: 22-23, 26-16, 26-19, 22-24 | Complejo Olímpico de Deportes de Atenas, Atenas Asistencia: 4,000 espectadores |  |
| Nowitzki 32                           | Pts                                   | 18 Barea                              | Complejo Olímpico de Deportes de Atenas, Atenas Asistencia: 4,000 espectadores |  |
| Kaman 12                              | Rebs                                  | 9 Ramos                               | Complejo Olímpico de Deportes de Atenas, Atenas Asistencia: 4,000 espectadores |  |
| Roller 4                              | Asists                                | 4 Barea                               | Complejo Olímpico de Deportes de Atenas, Atenas Asistencia: 4,000 espectadores |  |

## Clasificación Final
|    | Equipo        | Pts | G | P | PF  | PC  | Dif |
| -- | ------------- | --- | - | - | --- | --- | --- |
| 1  | Grecia        | 8   | 4 | 0 | 371 | 242 | 129 |
| 2  | Croacia       | 8   | 4 | 0 | 347 | 292 | 55  |
| 3  | Alemania      | 9   | 4 | 1 | 437 | 362 | 75  |
|    |               |     |   |   |     |     |     |
| 4  | Puerto Rico   | 7   | 2 | 3 | 388 | 416 | −28 |
| 5  | Eslovenia     | 5   | 2 | 1 | 244 | 227 | 17  |
| 6  | Brasil        | 4   | 1 | 2 | 228 | 221 | 7   |
| 7  | Nueva Zelanda | 4   | 1 | 2 | 196 | 214 | -18 |
| 8  | Canadá        | 4   | 1 | 2 | 211 | 240 | -29 |
|    |               |     |   |   |     |     |     |
| 9  | Corea del Sur | 2   | 0 | 2 | 153 | 167 | -14 |
| 10 | Camerún       | 2   | 0 | 2 | 151 | 174 | -23 |
| 11 | Cabo Verde    | 2   | 0 | 2 | 118 | 181 | -63 |
| 12 | Líbano        | 2   | 0 | 2 | 116 | 213 | -97 |